# AMO-F-15

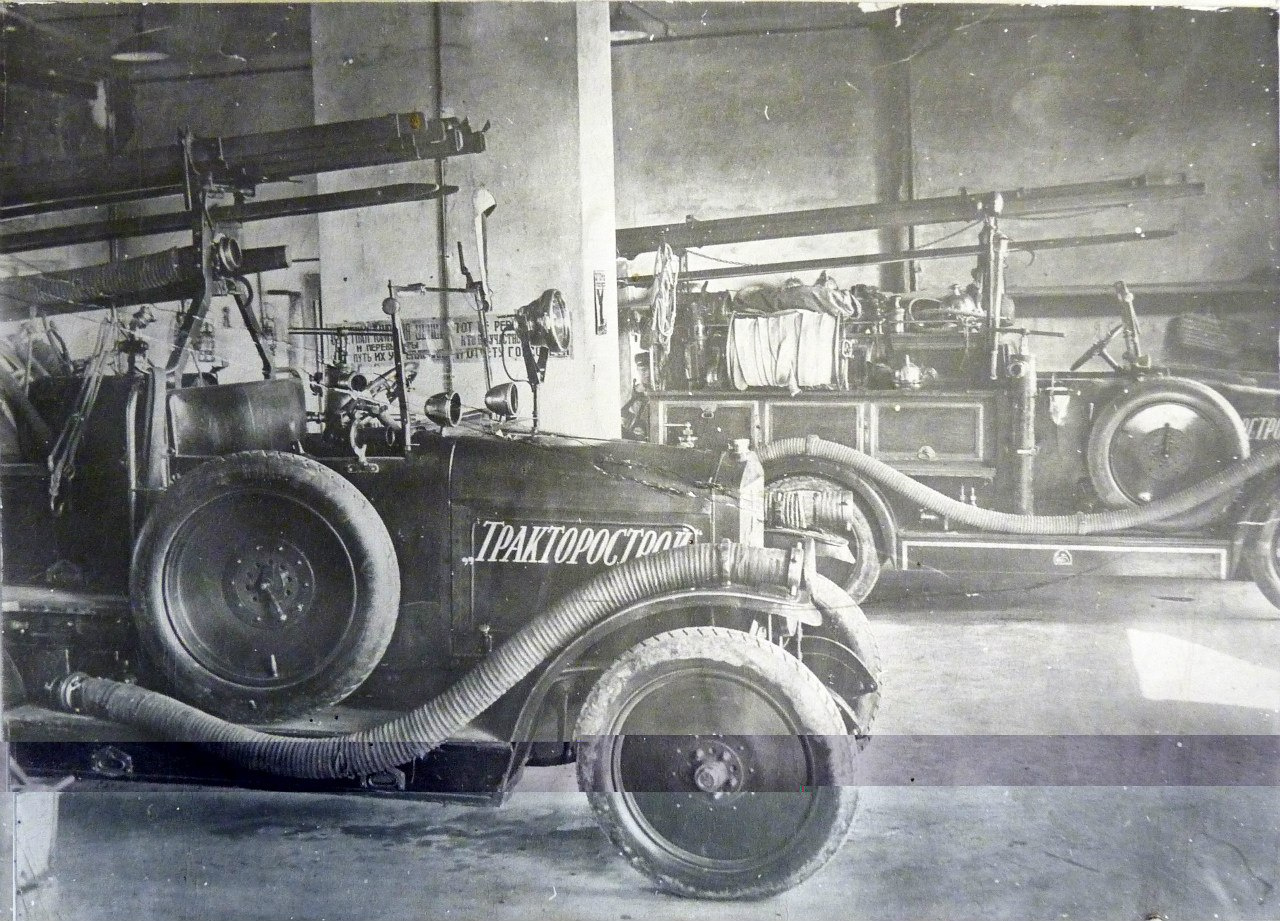
Zwei Feuerwehrfahrzeuge auf Basis des AMO-F-15 im Stalingradski Traktorny Sawod (1930)

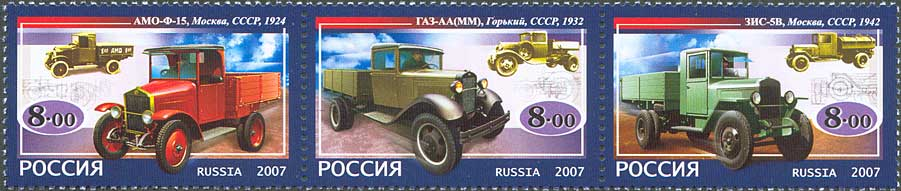
AMO-F-15 von 1924 (links) auf einer russischen Briefmarke. Mittig ein GAZ-AA und rechts ein ZIS-5W. Zu erkennen am AMO-F-15 ist, dass sich das Lenkrad noch auf der rechten Seite befindet.

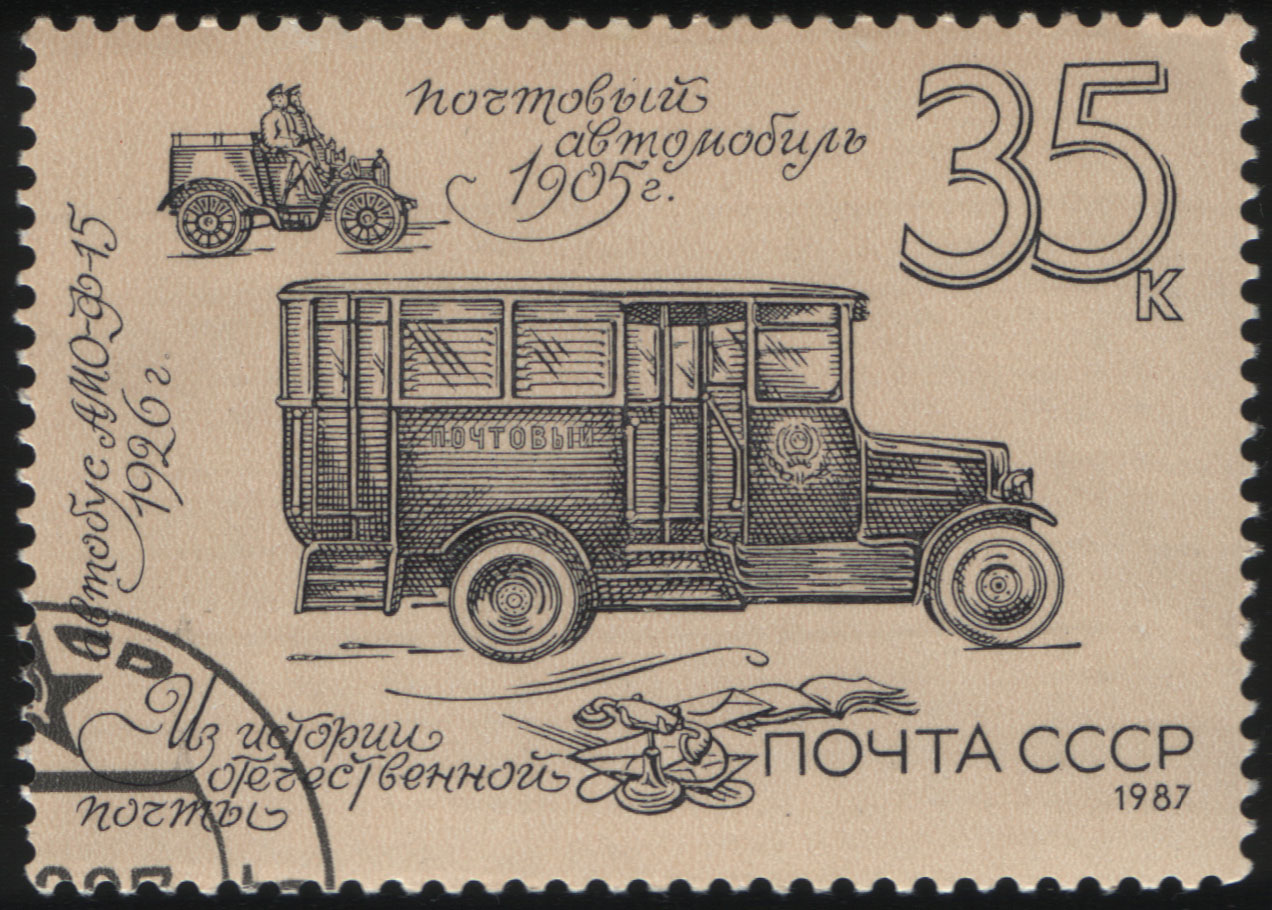
AMO-F-15 als Omnibusausführung (mittig) der sowjetischen Post von 1926 auf einer sowjetischen Briefmarke (1987)

Der AMO-F-15 (russisch АМО-Ф-15) ist der erste ab 1924 in Serie gefertigte Lastkraftwagen des sowjetischen Herstellers AMO (Awtomobilnoje Moskowskoje Obschtschestwo, deutsch: Moskauer Automobilgesellschaft). Der Lkw mit 1,5 Tonnen Nutzlast wurde noch bis 1931 gebaut und anschließend durch den AMO-3 und andere Typen abgelöst. Das Werk wurde später in Sawod imeni Stalina und anschließend in Sawod imeni Lichatschowa umbenannt und produzierte noch bis 2013 Lastwagen in Moskau.

## Fahrzeuggeschichte
Ursprünglich sollte bereits kurz nach der Oktoberrevolution 1917 mit der Fertigung eines Lkw in Lizenz begonnen werden. Wegen der Kriegsereignisse musste sich die AMO zunächst auf den Zusammenbau von bei Fiat gekauften Bauteilen beschränken. Erst 1924 kam es zu einer eigenständigen Serienproduktion des AMO-F-15, der ein Nachbau des Fiat F-15 war.
Im Laufe der Produktionsgeschichte wurden verschiedene Änderungen am Fahrzeug vorgenommen. Zwischen 1925 und 1926 änderte sich die Kühlerform, seit 1927 gab es eine neue Kotflügelform und ein festes Kabinendach. 1928 wurden erstmals eine elektrische Lichtanlage und eine Hupe verbaut; 1930 wurde das Lenkrad auf die linke Seite verlegt.
Vom bis 1931 gebauten Lastkraftwagen wurden 6285 Stück produziert, 3227 davon im vorletzten Produktionsjahr. Ab 1930 wurde mit dem AMO-2 ein neuer Lastwagentyp produziert und im Oktober 1931 mit Erscheinen des AMO-3 die Produktion des AMO-F-15 eingestellt.

## Modellvarianten
Gefertigt wurden insgesamt sechs unterschiedliche Varianten des Fahrzeugs:
- Der AMO-F-15 war die Grundversion und wurde als Pritschenwagen ausgeliefert.
- Mit Buskarosserie wurde das Fahrzeug ab 1926 produziert und war mit Sitzen für 14 Passagiere bestückt.
- Als Feuerwehrfahrzeug wurde der AMO-F-15 ab 1927 ausgeliefert.
- Unter dem Namen BA-27 wurde für das Militär eine gepanzerte Version ab 1928 hergestellt. 215 Exemplare wurden gebaut.
- Ebenfalls für das Militär wurden 1927 neun AMO-F-15 mit Verdeck und Pkw-Karosserie gefertigt. Sie dienten als Stabsfahrzeug für hohe Offiziere der Roten Armee.
- Seit 1925 gab es eine Ambulanzversion des Fahrzeugs.[4]

## Technische Daten
Für die Grundversion mit Pritschenaufbau:
- Hubraum: 4396 cm³
- Leistung: 35 PS
- Bohrung/Hub: 100 mm / 140 mm
- Länge über Alles: 5050 mm
- Breite: 1760 mm
- Höhe: 2250 mm
- Radstand: 3070 mm
- Bodenfreiheit: 225 mm
- Getriebe: 4-Gang-Schaltung
- Lichtanlage: gasbefeuert, ab 1928 elektrisch
- Leergewicht: 2050 kg
- Zuladung: 1500 kg
- Gesamtgewicht: 3550 kg
- Reifendimension: 885 × 185 mm
- Höchstgeschwindigkeit: 50 km/h
- Treibstoffverbrauch: 28 l/100 km
- Tankkapazität: 70 l
- maximal befahrbare Steigung: 12°
- maximal befahrbares Gefälle: 10°
- Wattiefe: 600 mm
- Antriebsformel: 4×2